# Champion (1949)
Champion és una pel·lícula estatunidenca dirigida per Mark Robson, estrenada el 1949.

## Argument
Midge Kelly i el seu germà coix Connie es dirigeixen a Califòrnia. A la carretera, els recull el boxador Johnny Dunne i la seva promesa Grace. Animat pel púgil, Midge entra en una vetllada de boxa a Kansas City. El noi resulta durament copejat, però el mànager Tommy Haley presenteix que Midge té talent i li fa una oferta que rebutja. Al costat del seu germà, entra a treballar en un cafè, regentat per Lew Bryce i la seva filla Emma. Midge i la noia inicien una relació, per la qual cosa el pare d'ella els obliga a casar-se. Després de la cerimònia, Midge es posa en mans d'Haley i aprèn a ser un acceptable boxador, encara que excessivament violent. Quan s'enfronta en el ring amb Johnny Dunne, Midge somriu a Grace, però ella no li correspon. Ofès, dona una brutal pallissa a Dunne. Midge accepta deixar al seu mànager i lluitar pels gàngsters, per la qual cosa guanya combat rere combat.

## Repartiment
- Kirk Douglas: Michael 'Midge' Kelly
- Marilyn Maxwell: Grace Diamond
- Arthur Kennedy: Connie Kelly
- Paul Stewart: Tommy Haley
- Ruth Roman: Emma Bryce
- Lola Albright: Palmer Harris
- Harry Shannon: Lew

## Premis i nominacions
Premis
- Oscar al millor muntatge 1950 per Harry W. Gerstad
- Globus d'Or a la millor fotografia per Franz Planer

Nominacions
- Oscar al millor actor per Kirk Douglas
- Oscar al millor actor secundari per Arthur Kennedy
- Oscar a la millor fotografia per Franz Planer
- Oscar a la millor banda sonora per Dimitri Tiomkin
- Oscar al millor guió original per Carl Foreman
- Lleó d'Or al Festival Internacional de Cinema de Venècia per Mark Robson